# アバ・チベット族チャン族自治州
アバ・チベット族チャン族自治州（アバ-チベットぞく-チャンぞく-じちしゅう）は、中華人民共和国四川省西北部に位置するチベット族とチャン族の自治州。
チベット語の発音に由来する「ガパ（rnga ba）」あるいは「ガワ（ngawa）」と表記されることもあり、これらは「収穫」の意味を持つチベット語である。中国語表記の「阿壩」はその音写であり、日本で主に使用されている「アバ」は漢字表記の日本語の音読みである。州都はバルカム（馬爾康, 'bar khams）。チベット人の伝統的地理区分では、アムド地方の東南部にあたる。

## 地理
四川省西北部に位置し、成都平原に近い。北は青海省、甘粛省と接し、西と南はそれぞれ成都市、綿陽市、徳陽市、雅安市、カンゼ・チベット族自治州と接する。自治州内には、標高4000mから5000m以上に達する岷山山脈がそびえ、岷江など長江水系の多数の大河が発し南へ流れる。北部では黄河水系の川が草原を流れる。

## 歴史
西暦前316年、秦が湔氐道を現在の松潘県に置き、漢代には汶山郡が置かれた。宋代には茂州通化郡、威州維川郡の地となった。
元代に土司制度が始まり、明代に茂州、威州、松潘衛が置かれ、清は茂州、理番庁、松潘庁、懋功庁を設置した。
民国初、庁州を改めて県とし、屯殖督弁公署を設置し、後に四川省第十六行政督察区に改編して松潘、茂県、汶川、理県、懋功（現在の小金県）、靖化（現在の金川県）の6県及び草地65部、20土司、11屯守備を管轄した。
1935年から1936年にかけて中国工農紅軍が長征の途中、州の境内に16ヶ月も逗留し、各級ソヴィエト政府や少数民族革命政権を樹立した。1953年四川省蔵族自治区が成立し、1955年にアバ・チベット族自治州（阿壩蔵族自治州）と改称、1987年にはさらにアバ・チベット族チャン族自治州（阿壩蔵族羌族自治州）と改称した。
2008年5月12日の四川大地震で、州内の広い範囲で大きな被害を受けた。

## 民族
チベット族が52.3%、チャン族が17.7%、回族が3.2%、漢族が26.6%を占める。四川省第二のチベット族の居住地であり、チャン族の主要な集住区である。 

## 行政区画
1県級市・12県を管轄する。
- 馬爾康市（バルカム, འབར་ཁམས་, 'bar khams, Barkam）
- 汶川県（ルング, ལུང་དགུ་ར་, lung dgu, Lunggu）
- 理県（タシリン, བཀྲ་ཤིས་གླིང་, bkra-shis gling, Zhaxiling）
- 松潘県（スンチュ, ཟུང་ཆུ་, zung chu, Sungqu）
- 九寨溝県（シルツァデグ, གཟི་རྩ་སྡེ་དགུ་, gzi-rtsa sde-dgu, Sirza Degu）
- 金川県（チュチェン, ཆུ་ཆེན་, chu chen, Quqên）
- 小金県（ツェンラ, བཙན་ལྷ་, btsan lha, Zainlha）
- 黒水県（トチュ, ཁྲོ་ཆུ་, khro chu, Choqu）
- 壌塘県（ザムタン, ཛམ་ཐང་, dzam thang, Camtang）
- 阿壩県（ガパ, རྔ་བ་, rnga ba, Ngawa）
- 若爾蓋県（ゾルゲ, མཛོད་དགེ, mdzo dge, Zoigê）
- 紅原県（カコク, རྐ་ཁོག་, rka khog, Gakog）
- 茂県（マオ, ma'o）

- 県名は、中国名（チベット語名のカナ書き、チベット文字、ワイリー拡張方式、蔵文拼音）で表示。
- 茂県のみ、チベット名が中国名の音写であるため、中国名（チベット語名のカナ書き、チベット語ワイリー拡張方式）で表示。

| アバ・チベット族チャン族自治州の地図                                                         |
| -------------------------------------------------------------------------------------------- |
| 馬爾康市 汶川県 理県 茂県 松潘県 九寨溝県 金川県 小金県 黒水県 壌塘県 阿壩県 若爾蓋県 紅原県 |

### 年表
この節の出典

#### 川西行署区茂県専区
- 1949年10月1日 - 中華人民共和国川西行署区茂県専区が成立。茂県・汶川県・理県・懋功県・靖化県・松潘県が発足。(6県)
- 1951年12月8日 - 西康省チベット族自治区炉霍県の一部が靖化県に編入。(6県)
- 1952年2月14日 - 茂県の一部が綿陽専区安県・綿竹県に分割編入。(6県)
- 1952年8月7日 - 四川省の成立により、四川省茂県専区となる。

#### 四川省茂県専区
- 1952年9月1日 - 茂県の一部が剣閣専区北川県に編入。(6県)
- 1952年11月25日 (6県)
  - 理県の一部が汶川県に編入。
  - 汶川県の一部が温江専区灌県に編入。
- 1953年3月14日 - 茂県専区が民族自治区に移行し、チベット族自治区となる。

#### 四川省チベット族自治区
- 1953年4月27日 (11県1弁事処)
  - 松潘県の一部が分立し、アバ県・南坪県・ゾルゲ県が発足。
  - 理県の一部が分立し、チベット族自治区人民政府弁事処が発足。
  - 理県・松潘県の各一部が合併し、黒水県が発足。
  - 靖化県の一部が分立し、綽斯甲県が発足。
- 1953年7月20日 - 靖化県が大金県に改称。(11県1弁事処)
- 1953年12月3日 - 懋功県が小金県に改称。(11県1弁事処)
- 1953年12月7日 - 黒水県が蘆花県に改称。(11県1弁事処)
- 1954年1月21日 - 蘆花県が黒水県に改称。(11県1弁事処)
- 1955年11月9日 - チベット族自治区がアバ・チベット族自治州に改称。

#### アバ・チベット族自治州
- 1955年11月9日 - チベット族自治区がアバ・チベット族自治州に改称。(11県1弁事処)
  - チベット族自治区人民政府弁事処がチベット族自治州人民政府弁事処に改称。
- 1956年4月21日 - チベット族自治州人民政府弁事処が県制施行し、馬爾康県となる。(12県)
- 1957年5月11日 - 温江専区灌県の一部が汶川県に編入。(12県)
- 1958年4月21日 - 茂県・汶川県および理県の一部が合併し、茂汶チャン族自治県が発足。(10県1自治県)
- 1958年4月 - 松潘県の一部が黒水県に編入。(10県1自治県)
- 1958年5月17日 - 馬爾康県の一部が理県に編入。(10県1自治県)
- 1958年10月20日 - 馬爾康県・綽斯甲県・大金県の各一部がカンゼ・チベット族自治州色達県の一部と合併し、壌塘県が発足。(11県1自治県)
- 1959年1月9日 - 松潘県の一部が綿陽専区平武県に編入。(11県1自治県)
- 1959年4月30日 - 青海省ゴロク・チベット族自治州久治県の一部がアバ県に編入。(11県1自治県)
- 1959年8月28日 (11県1自治県)
  - カンゼ・チベット族自治州色達県の一部が壌塘県に編入。
  - 小金県の一部がカンゼ・チベット族自治州丹巴県に編入。
- 1960年7月9日 - 大金県が金川県に改称。(11県1自治県)
- 1960年8月15日 (9県1自治県)
  - 理県・アバ県の各一部が合併し、紅原県が発足。
  - 理県の残部が茂汶チャン族自治県・馬爾康県に分割編入。
  - 南坪県が松潘県に編入。
  - 綽斯甲県が金川県・壌塘県に分割編入。
- 1960年12月26日 - 壌塘県の一部がカンゼ・チベット族自治州色達県に編入。(9県1自治県)
- 1963年2月23日 (12県1自治県)
  - 茂汶チャン族自治県の一部が分立し、汶川県・理県が発足。
  - 松潘県の一部が分立し、南坪県が発足。
- 1963年7月3日 - 理県の一部が汶川県に編入。(12県1自治県)
- 1963年9月10日 - 綿陽専区平武県の一部が松潘県に編入。(12県1自治県)
- 1987年7月24日 - アバ・チベット族自治州がアバ・チベット族チャン族自治州に改称。

#### アバ・チベット族チャン族自治州
- 1987年7月24日 - アバ・チベット族自治州がアバ・チベット族チャン族自治州に改称。(13県)
  - 茂汶チャン族自治県が県に移行し、茂県となる。
- 1997年12月15日 - 南坪県が九寨溝県に改称。(13県)
- 2015年11月2日 - 馬爾康県が市制施行し、馬爾康市となる。(1市12県)

## 経済
省都・成都に近く、経済状態は比較的良い。2003年の生産総額 (GNP) は51.72億元であった。観光業、水力発電、鉱業が主。日本で使用される樹脂向けの金属シリコンの大半はこの自治州に依存する。後述するように複数の世界遺産に恵まれており、内外から多くの観光客を集めているため、観光業も盛んになっている。

## 交通

### 航空
- 四川九寨黄龍空港

### 鉄道
- 中国国家鉄路集団
  - 川青線

### 道路
- 高速道路
  - 蓉昌高速道路
- 国道
  -  G213国道
  -  G317国道

## 世界遺産
九寨溝県の九寨溝風景区と、松潘県の黄龍風景区は、1992年、ユネスコ世界遺産に登録されている。
四川省のジャイアントパンダ保護区はジャイアントパンダの生息地として2006年に世界遺産に登録されているが、全7自然保護区のうち臥竜自然保護区・草坡自然保護区・四姑娘山自然保護区の3自然保護区が、全9風景名勝区のうち四姑娘山風景名勝区・米亜羅風景名勝区の2風景名勝区が当州に属している。

## 健康・医療・衛生
- 馬爾康市人民医院、汶川県人民医院、汶川県婦幼保健院、汶川県中医院、理県人民医院、松潘県人民医院、九寨溝県人民医院
- 金川県人民医院、小金県人民医院、黒水県人民医院、壌塘県人民医院、アバ県人民医院、ゾルゲ県人民医院、紅原県人民医院、茂県人民医院